# Jaime Brocal Remohi
Jaime Brocal Remohi alias Jaime Brocal (* 11. Juni 1936 in Valencia, Spanien; † 29. Juni 2002 ebenda) war ein spanischer Comiczeichner.

## Leben und Werk
Seine Laufbahn als professioneller Comiczeichner begann Brocal im Alter von 18 Jahren. Ende der 1950er-Jahre verfasste er eine Comic-Version von Jules Vernes De la Terre à la Lune. In den 1960er Jahren schuf Brocal mit Katan seinen ersten Fantasy-Helden. In den frühen 1970er Jahren begann er für die Zeitschrift Trinca mit der Fantasy-Serie Kronan, die Peter Wiechmann als zuständiger Redakteur des Kauka Verlags in der Zeitschrift primo nachdrucken ließ. In Zusammenarbeit mit dem Comicautor Víctor Mora schuf Brocal im Jahr 1974 die ähnlich aufgebaute Comic-Serie Arcane für die Zeitschrift Pilote. Dieser folgte zwei Jahre später die Serie Taar in Zusammenarbeit mit dem Comicautor Claude Moliterni. In den Folgejahren zeichnete Brocal sowohl Comic-Adaptionen literarischer Werke und Comics über historische Stoffe als auch Tarzan-Comics.
Auf Deutsch ist neben Episoden von Cronan, Taar und Tarzan von Brocal Remohi unter anderem die Geschichte Die Alptraum-Villa in der vom Bastei-Verlag herausgegebenen Reihe Gespenster-Geschichten mit Axel F. veröffentlicht worden.